# Höhenstraße (Frankfurt am Main)
Die Höhenstraße, bis 1877 Taunusstraße, ist eine Stadtstraße im nordöstlichen Innenstadtbereich von Frankfurt am Main, an der Grenze zwischen den Stadtteilen Nordend und Bornheim. Die Höhenstraße ist das bei weitem älteste und deswegen auch schmalste Teilstück des Frankfurter Alleenrings, der durch die gründerzeitlichen Innenstadtbezirke verlaufenden zweiten Frankfurter Ringstraße.

## Name
Der Name „Höhe“ war der bis ins 18. Jahrhundert übliche Name des am westlichen Rand Frankfurts gelegenen Mittelgebirges Taunus. Bei der Umbenennung von Taunus- in Höhenstraße Ende der 1870er Jahre wurde der Namenspatron also beibehalten, da beide Namen dieselbe Bedeutung haben.

## Verlauf
Die Straße ist nach heutiger Straßenbenennung nur noch zwei Blocks, etwa 270 Meter lang, und verläuft vom Übergang aus der Rothschildallee in südöstliche Richtung, bis sie in die Habsburgerallee übergeht. Die drei Querstraßen sind die Burgstraße, die Heidestraße und die Berger Straße. Der Abschnitt bis zum Sandweg ist heute ein Teil der Habsburgerallee.
Aufgrund ihrer städtebaulichen Geschichte ist die Höhenstraße mit etwa 21 Metern Straßenbreite erheblich schmaler als ihre rund 40 Jahre später als repräsentative gründerzeitliche Ringstraße angelegten Fortsetzungen. Die Habsburgerallee ist am Sandweg knapp 50 Meter, die Rothschildallee nördlich der Burgstraße sogar 60 Meter breit.

## Geschichte
Die heutige Höhenstraße entstand Mitte des 19. Jahrhunderts als Querweg zur Bornheim mit Frankfurt verbindenden Landstraße, dem Sandweg. Der Bereich lag in der Bornheimer Heide und gehörte, anders als heute, vollständig zur Bornheimer Gemarkung.
Um 1860 breitete sich die damals noch recht vorstädtische Bebauung Bornheims im nordöstlichen Teil der Bornheimer Heide aus. Die Entwicklung erfolgte entlang der damaligen Gelnhäuser (heute: Berger) Straße. 1862 bildete die Höhenstraße unter ihrem damaligen Namen Taunusstraße die südwestliche Grenze der Bornheimer Bebauung, während die westlich benachbarten Straßen noch in Planung waren, einschließlich der „Frankfurter“ Hälfte der Berger Straße. Am Sandweg wuchsen Frankfurter und Bornheimer Bauflächen damals bereits zusammen.
Bis etwa 1870 wurde die Heide parzelliert, mit gründerzeitlichen, großstädtischen Straßen und Plätzen überplant und anschließend recht zügig bebaut. Auch die bereits entstandenen spätklassizistischen Vorstadtvillen wichen einer dichten, fünfgeschossigen Innenstadtbebauung aus Wohn- und Geschäftshäusern. In der Berger Straße und im Sandweg wurden Straßenbahnlinien angelegt, die die Taunusstraße kreuzten.
Nach der Eingemeindung Bornheims 1877 gab es in Frankfurt zwei Taunusstraßen, weshalb das Bornheimer Exemplar in „Höhenstraße“ umbenannt wurde, während die Taunusstraße am damaligen gleichnamigen Bahnhof ihren Namen behalten durfte und nach der Aufgabe dieses Bahnhofs elf Jahre später zu einer der Hauptstraßen des Bahnhofsviertels ausgebaut wurde.
In den 1890er Jahren wurde der heutige Alleenring projektiert, ein Halbring, der sich nördlich um das damalige Stadtgebiet legte. Während die Rothschildallee auf der nördlich der Burgstraße immer noch unbebauten Heide relativ einfach geplant werden konnte, zog sich die Anlage der südlichen Fortsetzung, der Habsburgerallee, im in viele Gärten parzellierten und zum Main hin abfallenden (Bornheimer Hang) heutigen Ostend bin nach 1900 hin.
Während die im Vergleich zu ihren beiden Fortsetzungen erheblich geringere Straßenbreite der Höhenstraße früher vor allem ein ästhetisch-städtebauliches Problem darstellte, so wurde sie im Verlauf der Massenmotorisierung, für die der Alleenring zu einer innerstädtischen Hochleistungsstraße ausgebaut wurde, zu einem Verkehrshindernis.
Durch den Abriss von Eckhäusern westlich der wichtigen Kreuzung mit der Berger Straße konnte die Aufweitung der Fahrbahnen auf die Nordseite der Berger Straße verlegt werden, die „aufgerissene“ Blockecke wurde jedoch nie geschlossen und bietet bis heute ein städtebaulich wenig zufriedenstellendes Bild mit Brachflächen und Brandwänden unmittelbar an einer vielbefahrenen Verkehrs- und einer Einkaufsstraße.
In den 1970er Jahren wurde unter ebendieser Kreuzung Berger/Höhenstraße in einer offenen Baugrube der U-Bahnhof Höhenstraße erbaut, der 1980 eröffnet wurde.

## Verkehr
Die Höhenstraße ist Namenspatronin des gleichnamigen U-Bahnhofs der unter der Berger Straße verlaufenden B-Strecke (Linie U4). Ausgänge befinden sich an beiden Enden des Bahnhofs beiderseits der Höhenstraße. Über den gesamten Alleenring und damit auch durch die Höhenstraße verkehrt außerdem die Buslinie 32.
Im Straßenverkehr ist die Höhenstraße Teil von zwei Bundesstraßen (3 und 8). Der Kfz-Verkehr wird in der Höhenstraße vierspurig geführt.